# Radioquote
Radioquote bezeichnet eine Quotenregelung im Hörfunk, die Anteile bestimmter Programmarten am Gesamtprogramm eines Radiosenders regelt, so dass insbesondere kulturelle und/oder ökonomische Funktionsziele nachhaltig erreicht werden. Musikquote und Nachrichtenquote bezeichnen den Anteil von Musik zu Nachrichten im Gesamtprogramm. Es gibt staatliche Quotenregelungen, die das Verhältnis fremdsprachiger Musik zu einheimischer im Radio vorgeben, dabei können  sich die verordneten speziellen Musikquoten u. a. auf die nationale Herkunft der Künstler, die Art der Musik oder die verwendete Sprache beziehen. Bei einem Bezug auf die verwandte Sprache ist die Behandlung von Instrumentalmusik zu berücksichtigen. Diese Verhältnisse können auch von sich aus von den Sendestationen eingehalten werden oder sich aus der Sendepraxis von selbst ergeben.
Die Radioquote kann also
- freiwillig von den nationalen Sendestationen eingeführt bzw. eingehalten werden (freiwillige Selbstverpflichtung bzw. Selbstregulierung),
- staatlich vorgegeben (staatliche Regulierung) oder
- eine Kreuzung aus den beiden „Reinformen“ (Ko-Regulierung) sein.

Beispielsweise führten Kanada 1971 und Frankreich 1994 die Radioquote auf Basis einer staatlichen Regulierung ein. Bei den diesbezüglichen WTO-Verhandlungen stützen sich Kanada und Frankreich auf die Hauptargumente der Notwendigkeit einer ausgeprägten Kulturpolitik zum Schutz der Vielfalt, des Gemeinwohls, aber auch mit dem Zweck der Wettbewerbsfähigkeit. Von dreißig weltweit untersuchten Ländern haben zwanzig eine gesetzlich geregelte Radioquote (staatliche Regulierung), zusätzlich verpflichten sich nationale Radiosender von fünf weiteren Staaten zu einer Selbstregulierung, die derart umgesetzt wird, dass sie von vier Ländern übertroffen wird, aber von einem Land bis dato nicht umgesetzt wurde.
Paul Mason konnte in dessen wissenschaftlicher Studie „Assessing the impact of Australian music requirements for radio“ aus dem Jahre 2003 feststellen, dass kein einziger Titel ohne Radio-Ausstrahlungen Einzug in die Charts gefunden hat. Andererseits würde niemand bereit sein, Gelder zu zahlen, wären die Radios als Marketinginstrument zur Verkaufsförderung von Tonträgern nicht verkaufsrelevant. Diesen Umkehrschluss müssen die zahlreichen Payola-Skandale („bezahlen für das Spielen“) der letzten Jahrzehnte ziehen lassen, welche mehr oder weniger verdecktes Schmiergeld der Plattenindustrie an Radio-DJs zum Inhalt haben, um die eigenen Songs im Programm platzieren zu können. Hierfür bezeichnend ist auch, dass die österreichische Dialektmusik vor allem in den 1980er Jahren in den österreichischen Verkaufscharts repräsentativ war, also zu der Zeit, als es noch die Ö3 Formate das „Rot-Weiß-Rote Radio“ und die Austroparade gab, die sich ausschließlich der österreichischen Popmusik (Austropop) widmeten.

## Argumente der Befürworter für eine staatliche Regulierung
1. Eine Radioquote auf Basis einer Selbstregulierung fördere das sogenannte Formatradio, das primär hohe Marktanteile wegen der diesbezüglichen Werbeerlöse halten will und das folglich eine entsprechende Mainstream-Massen-Playlist mit Fokussierung auf die internationalen, mehrheitlich englischsprachigen Major-Labels spielt. Immerhin machten die Märkte der USA und Großbritanniens im Jahre 2013 zusammen 38,5 % des internationalen Musikmarktes aus[3].
2. Ein Gesetz über eine Radioquote auf Basis einer staatlichen Regulierung sorge für eine größere Vielfalt an Liedern im Radio und diene damit einer kulturellen Bereicherung; Wiederholungen würden nachlassen.
3. Ein dritter Vorteil wäre die neue Aufgabe, welche das Radio übernehmen würde: eine Trendfunktion. Indem die Stationen noch neue und unbekannte Sänger mit ihren Liedern im Radio spielten, würden einige davon zu Hits. Und dies hätte wiederum eine Belebung der inländischen Musikindustrie zur Folge. Es wird dabei beispielsweise auf die positiven Erfahrungen in Frankreich verwiesen, die man dank der dortigen staatlichen Regulierung u. a. in dieser Richtung gemacht hat.
4. Ein vierter Aspekt wäre, dass auch nationale Künstler Chancen bekämen, zu attraktiven Sendezeiten aufzutreten. Heute würden die besten Sendezeiten zu einem großen Teil von englischsprachigen bzw. US-amerikanischen Stars belegt.
5. Und wenn man sich beispielsweise in Deutschland umsähe, so sei da noch der Kulturauftrag der öffentlich-rechtlichen Sender festzustellen. Der gebührenfinanzierte und damit von Marktzwängen wirtschaftlich unabhängige öffentlich-rechtliche Rundfunk hat einen Kultur- und Bildungsauftrag zu erfüllen, indem er Musik nicht nur als Mittel zum Zweck, Hörer anzuziehen und zu binden, nutzt, sondern insbesondere als eigenständiges Kultur- und Informationsgut pflegt. Das heißt, der öffentlich-rechtliche Sender setze seinen Kultur- und Bildungsauftrag nicht um. Dabei sei es absolut nicht die Aufgabe dieser, den Privatsendern in ihrer Programmgestaltung nachzueifern und jenen Konkurrenz zu machen, denn dafür zahle der Hörer nicht pflichtgemäß Rundfunkgebühren. Der Hörer muss für sein Pflichtgeld erwarten dürfen, dass ihm im öffentlich-rechtlichen Rundfunk in der musikalischen Landschaft grundsätzlich etwas anderes geboten wird als das, was die Privatsender ohnehin schon senden.
6. Schließlich fließt ein Großteil der hohen jährlichen Tantiemen an ausländische Musikautoren, Komponisten und Musikverleger; u. a. gehen dabei die diesbezüglichen Steuereinnahmen dem inländischen Staat verloren.

## Argumente der Befürworter für eine Selbstregulierung
1. Eine Radioquote auf Basis einer staatlichen Regulierung stelle einen tiefen Eingriff in die verfassungsmäßige Rundfunkfreiheit dar und wäre eine Überregulierung der Wirtschaft.
2. So würden Lieder vorgeschrieben, mit denen insbesondere die Privatsender geringere Erfolge beim Hörer erzielten als ohne staatliche Regulierung und folglich geringere Einnahmen erwirtschafteten. Andererseits aber werden die öffentlich-rechtlichen Sender über Gebühren finanziert und sind somit unabhängig von wirtschaftlichen Marktzwängen. Beispielsweise hat in Österreich die Gebühren Info Service GmbH (GIS) im Jahr 2013 834,8 Mio. Euro an Rundfunkgebühren inklusive Programmentgelten eingenommen. Davon wurden 633,4 Mio. Euro inklusive 10 % USt Programmentgelte an den ORF weitergeleitet.[4] Der ORF ist das größte Medienunternehmen in Österreich.[5]
3. Ein weiterer Aspekt wäre, dass der Hörer Lieder hören müsste, die er gar nicht so gerne hören wollte. Daher würde er zu einer bestimmten Musik gezwungen. Die Quotenregelung gehe somit an der Nachfrage vorbei und führe zu einem Nettowohlfahrtsverlust.

## Selbstregulierung in Deutschland
Deutschland ist der größte Musikmarkt in Europa, weltweit der drittgrößte.

### Gesetzesinitiativen und Forderungen nach einer gesetzlichen Regelung
Der Begriff einer Radioquote wurde in Deutschland erstmals Mitte der 1990er Jahre von Musikern wie Heinz Rudolf Kunze oder Herbert Grönemeyer benutzt. Nachdem die Einführung einer Radioquote zunächst scharf kritisiert worden war, lösten sich verschiedene Musiker aus der Allianz und distanzierten sich von der Forderung.
Gegen alle Widerstände war es weiterhin vor allem Kunze, der das Thema mit Presseäußerungen oder als Mitglied der Enquete-Kommission „Kultur für Deutschland“ des Deutschen Bundestags weiterhin im öffentlichen Interesse hielt.
Die CSU in Bayern forderte im Mai 2002, das französische Modell in Deutschland zu übernehmen. Ihr Generalsekretär Erwin Huber führte aus, deutsche Produktionen müssen mehr Chancen bekommen, erst recht von den öffentlich-rechtlichen Sendern. Die Bayerische Staatsregierung brachte eine Gesetzesinitiative auf den Weg, die im Juni auf der Ministerpräsidentenkonferenz in Berlin heftig diskutiert wurde. Unterstützer der CSU-Linie waren etwa Julian Nida-Rümelin (ehemaliger Kulturstaatsminister des Bundes) und Bundestagspräsident Wolfgang Thierse (SPD).
Die Gesetzesforderung von Erwin Huber löste in Deutschland eine regelrechte „Sommerlochsdebatte“ aus, und zwar bei Politikern und Künstlern gleichermaßen.
Laith Al-Deen, deutscher Sänger, beispielsweise sieht das französische Modell als die beste Lösung für den deutschen Musikmarkt an. Auch Heinz Rudolf Kunze, Konstantin Wecker, Reinhard Mey und Udo Lindenberg, deutsche Musiker, gehören zu den Befürwortern einer Quotenregelung, um den deutschen Interpreten eine Chance gegen die „übermächtige amerikanische Konkurrenz“ zu geben.
In der Politik stößt die Gesetzesinitiative auf ein geteiltes Meinungsspektrum. Grietje Staffelt, medienpolitische Sprecherin der Bündnis 90/Die Grünen, spricht sich strikt gegen eine Radioquote aus. Ihrer Meinung nach behaupten sich deutsche Künstler auf dem internationalen Markt auch ohne eine solche Quote. Im Radio sind auch ohne staatliche Eingriffe Titel von Nena, Sportfreunde Stiller oder Wir sind Helden zu hören, so Staffelt. Ihrer Ansicht nach ist es nicht die Aufgabe des Staates, den Radiostationen vorzuschreiben, was sie spielen sollen. Omid Nouripour, Bundesvorstandsmitglied der Grünen, meint im Gegensatz zu seiner Kollegin, dass eine Quote die musikalische „Artenvielfalt“ sichert. Doch möchte er vielmehr eine europäische Quote durchsetzen, um das Spektrum zu vergrößern, worauf Radiostationen dann zurückgreifen können. Christina Weiss möchte ebenfalls mehr nationale Musik im Radio hören. Jedoch wäre eine Quote ihrer Meinung nach ein „regulativer Eingriff in die Programmfreiheit“.
Die Ministerpräsidentenkonferenz vom Juni 2003 in Berlin entschied sich gegen eine bindende Quote für Radiostationen. Es wurde jedoch zu Protokoll gegeben:
„Die Länder erwarten von den Hörfunkveranstaltern, insbesondere von den in der ARD zusammengeschlossenen Rundfunkanstalten und dem DeutschlandRadio, eine stärkere Berücksichtigung von deutschsprachiger Musik und deshalb eine Förderung auch neuerer deutschsprachiger Musikangebote durch ausweichende Sendeplätze in den Programmen.“
Der Deutsche Bundestag sprach sich am 17. Dezember 2004 für eine deutsche Musikquote aus. Mit einer Selbstverpflichtung der deutschen Radiosender soll ein Anteil von 35 % von deutschen Künstlern bzw. Musik, die in Deutschland produziert wird, erreicht werden. Eine endgültige Entscheidung über eine Musikquote können aber nur die jeweiligen Bundesländer fällen, die für den Rundfunk zuständig sind.

### Privatinitiativen
Der Verein Deutsche Sprache favorisiert eine Quotenregelung nach französischem Vorbild. Sein Schwerpunkt liegt auf deutschsprachiger Musik — unabhängig von dem Musikgenre oder der Nationalität der Interpreten.
Der DRMV (Deutscher Rock- und Popmusikerverband) war einst Urheber der Quotenaktion, wie aus dem Heft IV/1995 sowie dem Heft III/2003 des Musikermagazins hervorgeht (Wiederaufnahmedruck) und setzt sich nachhaltig besonders dafür ein.

## Selbstregulierung in Österreich
Österreich ist der siebtgrößte Musikmarkt in Europa.
Österreich liberalisierte als letztes Land in Europa den Rundfunkmarkt. Folglich wurde der öffentlich-rechtliche österreichische Radiosender Ö3 im Jahre 1996 in ein sogenanntes Formatradio umgewandelt, um die hohen Marktanteile wegen der diesbezüglichen Werbeerlöse auch künftig halten zu können. Die entsprechende Mainstream-Massen-Playlist mit Fokussierung auf die internationalen, mehrheitlich englischsprachigen Major-Labels gibt bis heute eine diesbezügliche Berater- und Consultingfirma aus dem Ausland mit Sitz in Nürnberg vor (Stand April 2016).
Die im Dezember 2009 von den öffentlich-rechtlichen ORF-Radiosendern propagierte Selbstregulierung sah vor, dass
- die drei nationalen (Österreich 1 (Ö1), Ö3 und FM4) und
- die neun regionalen (Ö2 Landesstudios)

Radiosender bis 2011 einen 30-prozentigen Anteil an österreichischer Musik im Programm unterbringen.
Die ORF-Radiosender spielten im Jahre 2011 durchschnittlich 16,12 % AKM-Kompositionen, wobei die registrierte Genossenschaft mit beschränkter Haftung AKM die Interessen der Musikautoren, Komponisten und Musikverleger in Österreich wahrnimmt. Dabei spielen beispielsweise die beiden österreichischen öffentlich-rechtlichen ORF-Sender Hitradio Ö3 und Radio Wien Ö2 (Landesstudio) anteilsmäßig AKM-Kompositionen wie folgt. (Die jährlich veröffentlichten Prozentsätze von einer eigens für die ORF-Sendezeitstatistik programmierten Abfrage auf Basis der jeweiligen Sendeminuten werden exakt errechnet.):
| Jahr          | 2012   | 2011   | 2010   | 2009   | 2008   |
| Hitradio Ö3   | 6,14 % | 7,51 % | 8,01 % | 5,96 % | 6,00 % |
| Radio Wien Ö2 | 6,15 % | 6,73 % | 6,61 % | 6,59 % | 3,19 % |

Wird angenommen, ein Lied dauert durchschnittlich 3 Minuten, dann können während eines vierstündigen Musikprogramm insgesamt 80 Lieder gespielt werden. Davon können höchstens 5 Lieder aus Österreich kommen. Diese wenigen Lieder werden vielfach auch zu ungünstigen Zeiten nach 24 Uhr gespielt.

## Staatliche Regulierung in Frankreich
Frankreich ist der drittgrößte Musikmarkt in Europa, der fünftgrößte weltweit.
In Frankreich wurde im Jahr 1994 eine gesetzliche Quote für nationale Musikstücke im Radio eingeführt, durchgesetzt vom damaligen Justizminister Jacques Toubon, da die Produktion französischer Musik in den Jahren vor der Einführung relativ stark gesunken war. Jean-Noël Tronc, Generaldirektor der SACEM, der französischen Gesellschaft zur Verwaltung der Rechte der ihr angehörenden Künstler im Bereich der Musik, gab in einem Interview bei ARTE Journal am 13. Juni 2013 an: „Die Radioquote hat die französische Musik gerettet, was sich vor allem wirtschaftlich deutlich bemerkbar macht!“
Die Radiostationen sind in Frankreich dazu verpflichtet, mindestens 60 % der Sendezeit mit Produktionen europäischer Künstler zu füllen, sowie 40 % mit Produktionen französischer Interpreten. Von diesen 40 % muss die Hälfte aus Neuheiten bestehen, vom Gesetzgeber definiert werden als Musiker, die noch nicht zwei Verkäufe je 100.000 verkauften Tonträgern vorweisen können. Zwischen 22:30 Uhr und 06:30 gilt eine Befreiung von der Quote. Ausgenommen von dieser Regelung sind nur wenige Minderheitensender für Menschen aus dem Maghreb und Lateinamerika sowie die Sender klassischer Musik. Bei Verstößen gegen die gesetzlichen Bestimmungen zur Radioquote drohen dem betreffenden Sender Bußgelder, erzwungene Sendepausen oder der Entzug der Sendelizenz.
Im Jahr 2016 wurde die Quote für Produktionen französischer Interpreten infolge einer parlamentarischen Abstimmung von 40 % auf 35 % reduziert.

## Staatliche Regulierung in Kanada
Kanada führte im Jahre 1971 eine Radioquote als Reaktion auf US-amerikanische Produktionen, die auf dem kanadischen Markt eine übermäßige Verbreitung erreichten, ein, primär zum Schutz der Zweisprachigkeit des Landes, die dort verfassungsrechtlich verankert ist und das kulturelle Selbstverständnis signifikant prägt. Der öffentlich-rechtliche Sender wurde verpflichtet, 50 Prozent einheimische Popmusik und 20 Prozent traditionelle Musik und Spezialsendungen auszustrahlen. Kommerzielle Sender müssen mindestens 35 Prozent der musikalischen Sendezeit von sechs Uhr früh bis sechs Uhr abends von Montag bis Freitag mit einheimischen Produktionen ausfüllen. Ethnische Radiostationen müssen während der Laufzeit ethnischer Programme mindestens 7 Prozent kanadische Musik senden. Französischsprachige Sender müssen mindestens 65 Prozent ihrer Musiksendezeit mit französischsprachigen Werken gestalten.

## Radioquoten
Unter Radioquoten wird auch die Radio-Einschaltquote verstanden.

## Studien
- Radioquote, Analyse in weltweit dreißig Ländern und die Arten der staatlichen Regulierung. M&A Top Partner GmbH & Co KG, Graz, 11. August 2014[1].
- AKM und Radioquote in Österreich. M&A Top Partner GmbH & Co KG, Graz, 19. September 2014.